# Los Naranjos, Honduras
Los Naranjos är en ort i Honduras.   Den ligger i departementet Departamento de Cortés, i den västra delen av landet, 130 km nordväst om huvudstaden Tegucigalpa. Los Naranjos ligger 768 meter över havet och antalet invånare är 1 684. Den ligger vid sjön Lago de Yojoa.
Terrängen runt Los Naranjos är varierad. Runt Los Naranjos är det ganska tätbefolkat, med 54 invånare per kvadratkilometer. Närmaste större samhälle är Las Vegas, 3,7 km sydväst om Los Naranjos. 